# Мост Ватерлоо (серия картин)
«Мост Ватерлоо» — серия картин с видом лондонского моста Ватерлоо работы французского художника-импрессиониста Клода Моне, входящая в общую группу картин Моне «Виды Лондона». Серия создана в период 1899—1905 годов.
Почти все картины написаны с одного ракурса, но на них иногда варьируется широта и высота обзора. Основным изображённым на картинах объектом является мост Ватерлоо. На большинстве картин на дальнем плане видны фабричные трубы противоположного берега Темзы. В основном картины имеют размер близкий к 65 × 100 см.
| Изображение и номер по каталогу Вильденштейна | Название, каталожные данные и местонахождение | Сведения о провенансе |
| --------------------------------------------- | --- | --- |
| W 1555                                        | Лондон. Мост Ватерлоо, фр. Londres, Waterloo Bridge. 65,4 × 92,7 см. Справа внизу подпись и дата: Claude Monet 1900. Музей искусств Санта-Барбары, Калифорния, США. Инв. № 1968.20.7.                                       | В ноябре 1901 года куплена у Моне Ш. Пите для коллекции Юлиуса Эме. С 1903 — в галерее Поля Дюран-Рюэля, в 1904 году приобретена Стенли Р. Маккормиком. В 1968 году подарена Музею искусств Санта-Барбары Кэтрин Декстер Маккормик в память о её муже. |
| W 1556                                        | Мост Ватерлоо, пасмурная погода, фр. Waterloo Bridge, temps couvert. 65 × 100 см. Слева внизу подпись и дата: Claude Monet 1900. Галерея Хью Лейна, Дублин, Ирландия. Инв. № Reg. 304.                                      | 11 мая 1904 года выкуплена у Моне Полем Дюран-Рюэлем за 9000 франков, 28 ноября того же года продана в галерею Пауля Кассирера в Берлин за 11500 франков, откуда в апреле 1905 года была продана Хью П. Лейну. В 1908 году все его собрание передано муниципальным властям Дублина и размещено в основанной Лэйном Городской галерее современного искусства (впоследствии получившей имя Лейна). |
| W 1557                                        | Мост Ватерлоо, серая погода, фр. Waterloo Bridge, temps gris. 65 × 92 см. Слева внизу подпись и дата: Claude Monet 1900. Чикагский институт искусств. Инв. № 1984.1173.                                                     | В июне 1904 года выкуплена у Моне Полем Дюран-Рюэлем и продана в галерею Пауля Кассирера в Берлине, где была приобретена Альбрехтом Гуттманом. 18 мая 1917 года выставлена на распродаже коллекции Гуттмана, вновь находилась в галерее Кассирера. Приобретена Робертом Янгом из Нью-Йорка, затем в коллекции Поттера Палмера из Чикаго. Около 1927 года приобретена галереей Андерсона в Чикаго и вскоре продана Уильяму Редфилду. Подарена им сестре Этель, в замужестве мисс Мортимер Б. Харрис и в начале 1984 года подарена ею Чикагскому институту искусств. |
| W 1558                                        | Мост Ватерлоо, пасмурная погода, фр. Waterloo Bridge, temps couvert. 65 × 100 см. Слева внизу подпись и дата: Claude Monet 1901. Частная коллекция, Япония.                                                                 | В июне 1904 года выкуплена у Моне Полем Дюран-Рюэлем и в ноябре того же года продана в галерею Пауля Кассирера в Берлине. Приобретено Зигмунтом Самуэлем в Берлине, в 1906 году куплена Артуром и Сельмой Франкель в Берлине. В 1921 году — в коллекции Артура Бервальда в Нью-Йорке. 3 декабря 1965 года выставлена на торги аукционного дома «Кристис» компанией Aequus Corp, США, представлявшей интересы наследников Артура Бервальда. Выкуплена Стивеном Ханом, Нью-Йорк. Около 1968 года оказалась в коллекции Бернарда С. Соломона, Лос-Анджелес. 19 мая 1978 года вновь выставлена на торги «Кристис». С 1981 года в частной коллекции, Япония. |
| W 1559                                        | Мост Ватерлоо, туманное утро, фр. Waterloo Bridge, matin brumeux. 65,7 × 100,2 см. Справа внизу подпись: Claude Monet. Художественный музей Филадельфии. Инв. № 1954-66-6.                                                  | В мае 1904 года выкуплена у Моне Полем Дюран-Рюэлем, который в 1905 году продал картину Энни Томпсон, Филадельфия. По её завещанию, в память об её отце Фрэнке Томпсоне и матери Мэри Элизабет Кларк Томпсон, в 1954 году передана в собственность Художественного музея Филадельфии. |
| W 1560                                        | Мост Ватерлоо, туманное утро, фр. Waterloo Bridge, matin brumeux. 65 × 100 см. Справа внизу подпись и дата: Claude Monet 1902. Гамбургский кунстхалле. Инв. № HK-1305.                                                      | В мае 1904 года выкуплена у Моне Полем Дюран-Рюэлем и в октябре того же года продана в галерею Пауля Кассирера в Берлине. Около 1913 года куплена доктором А. М. Вольфсоном, Гамбург. В 1924 году приобретена Гамбургским кунстхалле. |
| W 1561                                        | Мост Ватерлоо, серая погода, фр. Waterloo Bridge, temps gris. 65,5 × 100,5 см. Справа внизу подпись и дата: Claude Monet 1903. Музей Ордрупгаард, Копенгаген, Дания.                                                        | В декабре 1905 выкуплена у Моне Полем Дюран-Рюэлем, с марта 1906 года выставлялась в галерее «Бернхайм-Жён» в Париже. С 1918 года в собрании Вильгельма Хансена, Копенгаген. После смерти Хансена унаследована его вдовой и по её завещанию всё собрание мужа в 1951 году перешло в собственность государства. В 1953 году в их семейном поместье был открыт музей Ордрупгаард. |
| W 1562                                        | Мост Ватерлоо, серая погода, фр. Waterloo Bridge, temps gris. 65 × 100 см. Справа внизу подпись и дата: Claude Monet 1903. Текущее местонахождение неизвестно.                                                              | В декабре 1905 года выкуплена у Моне Полем Дюран-Рюэлем и в 1914 году продана в галерею Пауля Кассирера в Берлине. Дальнейшая судьба картины не установлена. |
| W 1563                                        | Мост Ватерлоо, пасмурная погода, фр. Waterloo Bridge, temps couvert. 65 × 99,4 см. Справа внизу подпись и дата: Claude Monet 1904. Частная коллекция.                                                                       | В октябре 1905 года выкуплена у Моне Полем Дюран-Рюэлем, в 1909 году куплена М. П. Рябушинским. После Октябрьской революции Рябушинский смог вывезти часть своей коллекции за границу. Впоследствии находилась в собственности режиссёра Александра Корда, Великобритания, который в 1952 подарил её доктору Генри Лаксу. 13 ноября 1990 года выставлена на распродаже собрания Лакса в аукционном доме «Сотбис», где была приобретена в частную коллекцию в Японии. 18 июня 2007 года картина вновь оказалась выставленной на публичные торги, на этот раз в аукционном доме «Кристис», где была продана в частную коллекцию за 17940000 фунтов стерлингов (35 млн долларов), тем самым установив рекордную на тот момент цену, уплаченную за картину Клода Моне. |
| W 1564                                        | Мост Ватерлоо, сумерки, фр. Waterloo Bridge, le pont du jour. 65,7 × 101,6 см. Справа внизу подпись: Claude Monet. Национальная галерея искусства, Вашингтон, США. Инв. № 1983.1.27.                                        | В декабре 1920 года выкуплена у Моне совместно Полем Дюран-Рюэлем и галереей «Бернхайм-Жён», с начала 1922 года в полной собственности Дюран-Рюэля и выставлена в его галерее в Нью-Йорке. Далее картина находилась в галерее Сэма Зальца, где её выкупил Пол Меллон (сын Эндрю Меллона). В 1983 году он подарил картину Национальной галерее искусства в Вашингтоне. |
| W 1565                                        | Мост Ватерлоо, эффект солнца, фр. Waterloo Bridge, effet de soleil. 63,5 × 98,4 см. Слева внизу подпись и дата: Claude Monet 1903. Денверский художественный музей, Колорадо, США. Инв. № 1935.15.                          | В июне 1904 года выкуплена у Моне Полем Дюран-Рюэлем и вскоре продана С. И. Щукину. Однако Щукину картина не понравилась и в ноябре того же года он вернул её Дюран-Рюэлю в обмен на «Парламент, чайки» (W1613, ныне в Пушкинском музее в Москве, общая сумма сделки составила 18000 франков). 20 ноября 1906 года картину, при посредничестве скульптора и литейщика А. А. Эбра приобрёл Луи-Мари-Филипп Александр 4-й князь Ваграмский, однако 3 декабря 1909 года Дюран-Рюэль выкупил картину обратно и в декабре следующего года отправил её в свой филиал в Нью-Йорке. 7 марта 1911 года картину приобрела Кэтрин У. Толл из Денвера, у которой в 1935 году она была куплена для Денверского художественного музея. |
| W 1566                                        | Мост Ватерлоо, эффект солнца в дыму, фр. Waterloo Bridge, effet de soleil avec fumées. 65 × 100 см. Слева внизу подпись и дата: Claude Monet 1903. Балтиморский художественный музей, Мэриленд, США. Инв. № 1976.38.        | В октябре 1905 года выкуплена у Моне Полем Дюран-Рюэлем. В 1911 году продана Артуру Б. Эммонсу из Ньюпорта, США. 14—15 января 1920 года выставлена на распродажу собрания Эммонса в отеле «Плаза», Нью-Йорк. Около 1923 года в собрании Хелен и Абрама Эйзенбергов в Балтиморе, в 1967 году передана на хранение в Балтиморский художественный музей и в 1976 году по завещанию перешла в собственность музея. |
| W 1567                                        | Мост Ватерлоо, эффект солнца, фр. Waterloo Bridge, effet de soleil. 73,8 × 98,1 см. Слева внизу подпись и дата: Claude Monet 1903. Художественный музей Милуоки, Висконсин, США Инв. № M.1950.3.                            | В мае 1904 года выкуплена у Моне Полем Дюран-Рюэлем и в октябре того же года продано в галерею Пауля Кассирера в Берлине. Около 1921 года в коллекции Пола Варбурга в США. В декабре 1922 года выкуплена в галерее Карла Бошвитца на паях нью-йоркским отделением галереи Поля Дюран-Рюэля и галереей «Недлер» и в следующем году продана в клуб Union League в Нью-Йорке. С 1928 года в собственности Альберта Т. Фридмана из Милуоки и в 1950 году по завещанию передана его женой в собственность Художественного музея Милуоки. |
| W 1568                                        | Мост Ватерлоо, фр. Waterloo Bridge. 65,4 × 92,9см. Справа внизу подпись и дата: Claude Monet 1903. Вустерский музей искусств, Массачусетс, США. Инв. № 1910.37.                                                             | В мае 1910 года выкуплена у Моне Полем Дюран-Рюэлем и в июле того же года продана им в Вустерский музей искусств. |
| W 1569                                        | Мост Ватерлоо, пасмурная погода, фр. Waterloo Bridge, temps gris. 65 × 100 см. Слева внизу подпись и дата: Claude Monet 1903. Национальная галерея искусства, Вашингтон, США. Инв. № 1963.10.183.                           | В мае 1904 года выкуплена у Моне Полем Дюран-Рюэлем и в июле 1905 года продана Франклину Ф. Никола из Питтсбурга. Далее картина принадлежала Честеру Дэйлу и по его завещанию в 1963 году поступила в Национальную галерею искусства в Вашингтоне. |
| W 1570                                        | Мост Ватерлоо, пасмурная погода, дымка, фр. Waterloo Bridge, temps gris, fumées. 65 × 100 см. Слева внизу подпись и дата: Claude Monet 1904. Частная коллекция, Япония.                                                     | В декабре 1905 года выкуплена у Моне Полем Дюран-Рюэлем, находилась в неустановленной частной коллекции в Париже. 5 декабря 1979 года выставлена на торги на аукционе «Сотбис». В 1981 году выставлена на продажу в нью-йоркской галерее «Давлин», где была приобретена в частную коллекцию в Японии. |
| W 1571                                        | Мост Ватерлоо, пасмурная погода, фр. Waterloo Bridge, temps gris. 65 × 92 см. Справа внизу подпись и дата: Claude Monet 1903. Частная коллекция, США.                                                                       | В декабре 1905 года выкуплена у Моне Полем Дюран-Рюэлем и в 1909 году продана Хьюго Райзингеру. 18—20 января 1916 года выставлена на распродаже коллекции Райзингера в отеле «Плаза» в Нью-Йорке. Около 1945 года находилась в коллекции Вудса Кинга, с 1982 года в частной коллекции в США. |
| W 1572                                        | Мост Ватерлоо, солнце в тумане, фр. Waterloo Bridge, le soleil dans le brouillard. 73 × 92 см. Справа внизу подпись и дата: Claude Monet 1904. Частная коллекция.                                                           | В марте 1913 года выкуплена у Моне Полем Дюран-Рюэлем и в том же году продана Артуру Б. Эммонсу из Ньюпорта, США. 14—15 января 1920 года выставлена на распродажу собрания Эммонса в отеле «Плаза», Нью-Йорк. Далее картина находилась в галерее Питера Финдли в Нью-Йорке и затем в галерее «Лефевр» в Лондоне, откуда была продана в частную коллекцию. |
| W 1573                                        | Мост Ватерлоо, солнце в тумане, фр. Waterloo Bridge, le soleil dans le brouillard. 73,7 × 100,3 см. Слева внизу подпись и дата: Claude Monet 1904. Национальная галерея Канады, Оттава, Канада. Инв. № 817.                 | В октябре 1905 года выкуплена у Моне Полем Дюран-Рюэлем и в феврале 1907 года продана Уильяму Лоуэллу Патнэму. В 1914 году подарена им Национальной галерее Канады в Оттаве. |
| W 1574                                        | Мост Ватерлоо, фр. Waterloo Bridge. 65 × 81 см. Современное местонахождение неизвестно. | Находилась в собственности сына художника Мишеля Моне и была продана им в неустановленную частную коллекцию. |
| W 1575                                        | Мост Ватерлоо, туман, фр. Waterloo Bridge, brouillard. 65 × 81 см. Справа внизу подпись: Claude Monet. Современное местонахождение неизвестно.                                                                              | Находилась в собственности сына художника Мишеля Моне. |
| W 1576                                        | Мост Ватерлоо, фр. Waterloo Bridge. 65 × 73 см. Частная коллекция, США. | Находилась в собственности сына художника Мишеля Моне и была выставлена им на продажу в галерее А. Таннера в Цюрихе, затем находилась в собственности Юрцека и далее К. Мейсснера (оба из Цюриха). В 1969 году оказалась в нью-йоркской галерее «Фейген» и 25 февраля 1970 года выставлена на торги в аукционном доме «Парк-Бернет» в Нью-Йорке. Около 1972 года находилась в собрании Стивена Хана и с 1982 года в неустановленной частной коллекции в США. |
| W 1577                                        | Мост Ватерлоо, эффект солнца в тумане, фр. Waterloo Bridge, effet de soleil dans la brume. 65 × 92 см. Справа внизу подпись и дата: Claude Monet 1902. Частная коллекция, Венесуэла.                                        | В июне 1904 года выкуплена у Моне Полем Дюран-Рюэлем, в 1913 году продана Эдварду А. Фаусту из Сент-Луиса. В 1957 году принадлежала Мэлону Б. Уоллесу-мл. 2 мая 1974 года выставлена на распродажу собрания Уоллеса, совместно проводимых аукционными домами «Парк-Бернет» и «Сотбис» и была продана в частную коллекцию в Венесуэле. |
| W 1578                                        | Мост Ватерлоо, фр. Waterloo Bridge. 65 × 81 см. Справа внизу подпись: Claude Monet. Частная коллекция, Япония. | При каких обстоятельствах картина покинула мастерскую Моне не установлено. Находилась в коллекции Е. Вьяллата в Париже. 5 ноября 1973 года выставлена на торги аукционного дома «Сотбис», а 25 марта 1980 года вновь оказалась на публичных торгах — на распродаже в аукционном доме «Кристис» приобретена коллекционером из Кагосимы, Япония. |
| W 1579                                        | Мост Ватерлоо, фр. Waterloo Bridge. 65 × 81 см. Слева внизу подпись: Claude Monet. Текущее местонахождение неизвестно. | Находилась в собственности пасынка художника Жан-Пьера Ошеде и была продана в неустановленную частную коллекцию. |
| W 1580                                        | Мост Ватерлоо, эффект тумана, фр. Waterloo Bridge, effet de broulliard. 65,3 × 101 см. Справа внизу подпись и дата: Claude Monet 1903. Государственный Эрмитаж Санкт-Петербург, Россия. Инв. № ГЭ-6545.                     | В марте 1906 года выкуплена у Моне совместно Полем Дюран-Рюэлем и галереей «Бернхайм-Жён», в ноябре того же года продана Дюран-Рюэлем за 18000 франков И. А. Морозову, который увёз картину в Москву. После Октябрьской революции коллекция Морозова была национализирована и в 1923 году картина поступила в собрание Государственного музея нового западного искусства, откуда в 1930 году была передана в Государственный Эрмитаж. |
| W 1581                                        | Мост Ватерлоо, фр. Waterloo Bridge. 65 × 100 см. Справа внизу подпись и дата: Claude Monet 1902. Цюрихский кунстхаус, Швейцария. Инв. № 1995/0002.                                                                          | В октябре 1911 года выкуплена у Моне Полем Дюран-Рюэлем и в мае 1919 года продана Алине Барнсдалл из Беверли-Хиллс. В 1940 году передана на хранение в Музей искусств округа Лос-Анджелес и в 1948 году возвращена дочери Алисы Барнсдалл Алине Девин. В 1953 году выставлена на продажу в галерее «Недлер» в Нью-Йорке и продана в галерею «Кенде», откуда перешла в собственность Хаймана Брауна. 15 мая 1990 года коллекция Брауна была выставлена на торги аукционного дома «Кристис», где картину приобрёл Вальтер Хефнер из Цюриха и передал её на хранение в Цюрихский кунстхаус. В 1995 году подарена им Цюрихскому кунстхаусу. |
| W 1582                                        | Мост Ватерлоо, эффект дымки, фр. Waterloo Bridge, effet de brume. 65 × 100 см. Справа внизу подпись и дата: Claude Monet 1904. Частная коллекция, США.                                                                      | В октябре 1905 года выкуплена у Моне Полем Дюран-Рюэлем и в том же году продана им А. Стерну. В апреле 1919 года обратно выкуплена Дюран-Рюэлем и в июне того же года продана Адольфу Левисону из Нью-Йорка. 16—17 мая 1939 года выставлена на распродажу собрания Левисона в аукционном доме «Парк Бернет». В 1941 году выставлена в галерее «Недлер», затем находилась в мемориальном художественном музее Д. Р. Аллена в Оберлине, Огайо, США. В 1948 году вновь выставлена на продажу в «Недлере». С 1982 года в частной коллекции в США. |
| W 1583                                        | Мост Ватерлоо, розовый эффект, фр. Waterloo Bridge, effet rose. 65 × 100 см. Слева внизу подпись и дата: Claude Monet 1900. Национальная галерея искусства, Вашингтон, США. Инв. № 1983.1.28.                               | В декабре 1920 года выкуплена у Моне совместно Полем Дюран-Рюэлем и галереей «Бернхайм-Жён», в 1922 году полностью выкуплена Дюран-Рюэлем и отправлена в США. Далее выставлялась в галерее Сэма Зальца в Нью-Йорке, где её 2 ноября 1960 выкупил Пол Меллон (сын Эндрю Меллона). В 1983 году он подарил картину Национальной галерее искусства в Вашингтоне. |
| W 1584                                        | Мост Ватерлоо, фр. Waterloo Bridge . 63,8 × 79,4 см. Справа внизу подпись: Claude Monet. Художественный музей Лоу, Майами, Флорида, США. Инв. № 60.057.000.                                                                 | В мае 1920 года выкуплена у Моне совместно Полем Дюран-Рюэлем и галереей «Бернхайм-Жён», в 1921 году продана Дюран-Рюэлем Генри Д. Хьюзу из Ардмора, Пенсильвания, США. Затем находилась в галерее Вильденштейнов. С 1960 — в собственности Айона Стейли Биссо и в том же году подарена им Художественному музею Лоу при университете Майами. |
| W 1585                                        | Мост Ватерлоо, фр. Waterloo Bridge . 65 × 100 см. Слева внизу подпись: Claude Monet. Частная коллекция. | В марте 1917 года выкуплена у Моне совместно Полем Дюран-Рюэлем и галереей «Бернхайм-Жён», в июле 1923 года продана у «Бернхайм-Жён» Анри Канонну. 1 июля 1970 года выставлена на лондонских торгах аукционного дома «Сотбис» и была куплена в галерею Эрнста Бейелера в Базеле, около 1973 года находилась в галерее Алекса Магю на Елисейских полях в Париже. С 1977 года в коллекции Барнетта Шина, Лондон. 6 декабря 1978 выставлена на совместных торгах аукционных домов «Парк-Бернет» и «Сотбис», где была приобретена в галерею Марселя Бернхайма в Париже, 7 апреля 1986 года была выставлена на распродаже в парижском аукционном доме «Друо» и далее находилась в частной коллекции во Франции. Наконец, 7 февраля 2006 года вновь оказалась выставлена на торги «Сотбис». |
| W 1586                                        | Мост Ватерлоо, эффект солнца, фр. Waterloo Bridge, effet de soleil. 65 × 100 см. Справа внизу подпись и дата: Claude Monet 1903. Чикагский институт искусств, Иллинойс, США. Инв. № 33.1163.                                | 11 мая 1904 года выкуплена у Моне Полем Дюран-Рюэлем за 9000 франков и 10 января 1905 года продана А. М. Патнэму за 4000 долларов, далее находилась в совместном владении Лоуренса Дж. Эббота и Уильяма Лоуэлла Патнэма и в 1913 году за 25000 франков вновь поступила на продажу в галерею Дюран-Рюэля. 10 февраля 1914 года её приобрёл Мартин А. Раерсон из Чикаго за 7500 долларов и в 1933 году картина по его завещанию поступила в Чикагский институт искусств. |
| W 1587                                        | Мост Ватерлоо, эффект солнца, фр. Waterloo Bridge, effet de soleil. 65,1 × 100 см. Справа внизу подпись и дата: Claude Monet 1903. Художественный музей Макмастера, Гамильтон, Онтарио, Канада. Инв. № 1983.007.0043.       | В мае 1904 года выкуплена у Моне Полем Дюран-Рюэлем и в ноябре 1905 года продана барону де Мейеру из Бэкингемшира, Великобритания. В 1912 году вновь оказалась в галерее Дюран-Рюэля, в 1915 году продана Артуру Б. Эммонсу из Ньюпорта, США. 14—15 января 1920 года выставлена на распродажу собрания Эммонса в отеле «Плаза», Нью-Йорк. С 1926 года выставлялась в галерее «Недлер», а с 1930 года — вновь у Дюран-Рюэля. В 1955 году картину приобрёл Герман Леви из Канады и в 1984 году подарил её Художественному музею университета Макмастера в Гамильтоне, Онтарио, Канада. |
| W 1588                                        | Мост Ватерлоо, эффект солнца, фр. Waterloo Bridge, effet de soleil. 64,4 × 100,3 см. Справа внизу подпись и дата: Claude Monet 1903. Художественный музей Карнеги, Питтсбург, Пенсильвания, США. Инв. № 67.2.               | В октябре 1905 года выкуплена у Моне Полем Дюран-Рюэлем. Находилась в коллекции Жана д’Алаера в Париже, затем выставлялась в галерее Сэма Зальца в Нью-Йорке. В 1967 году приобретена Художественным музеем Карнеги в Питтсбурге благодаря пожертвованиям семьи Сары Меллон. |
| W 1589                                        | Мост Ватерлоо, эффект солнца, фр. Waterloo Bridge, effet de soleil. 65 × 100 см. Справа внизу подпись и дата: Claude Monet 1903. Частная коллекция, США.                                                                    | В октябре 1905 года выкуплена у Моне Полем Дюран-Рюэлем и сразу же была продана Эдмону Декапу из Парижа. Далее картину унаследовал Морис Баррет-Декап и затем она находилась в собственности Алена Кан-Срибера. 1 июля 1975 года картина была выставлена на торги в аукционном доме «Сотбис», где её приобрела семья Ортиц-Ичаге, США. |
| W 1590                                        | Мост Ватерлоо, туманное солнце, фр. Waterloo Bridge, soleil voilé. 65 × 100 см. Справа внизу подпись и дата: Claude Monet 1903. Мемориальная художественная галерея Рочестерского университета, Нью-Йорк, США. Инв. № 53.6. | В октябре 1905 года выкуплена у Моне Полем Дюран-Рюэлем и в феврале 1906 года продана Дёрбину Хорну, однако в том же году вновь была выставлена у Дюран-Рюэля. В 1907 году картину приобрела Эмили Сибли Уотсон. В 1944 году передана на долгосрочное хранение в Мемориальную художественную галерею Рочестерского университета, а в 1953 году по завещанию перешла в собственность этой галереи. |
| W 1591                                        | Мост Ватерлоо, туманное солнце, фр. Waterloo Bridge, soleil voilé. 65 × 100 см. Слева внизу подпись и дата: Claude Monet 1903. Частная коллекция, США.                                                                      | В июне 1904 года выкуплена у Моне Полем Дюран-Рюэлем и в ноябре продана в берлинскую галерею Пауля Кассирера, около 1916 года выставлялась в галерее Бошвица в Берлине и вскоре оказалась в собрании Пауля Оппенхайма и его жены Габриэль Эррера. В 1933 году они эмигрировали из Франкфурта в Брюссель, а в 1939 году бежали от фашистов в США, свою коллекцию импрессионистов они спрятали в банковских хранилищах по подложным документам на имя своих друзей. По окончании Второй мировой войны они сумели быстро вернуть всё своё собрание, картина была вывезена в США и хранилась в семейном собрании Оппенхаймов-Эррера вплоть 1991 года, когда была передана на хранение в Художественный музей Принстонского университета. После смерти Габриель Оппенхайм-Эррера, последовавшей в 1997 году, картина была выставлена на торги в аукционном доме «Кристис», прошедшие 11 ноября 1997 года; продана за 8,25 млн долларов, новым владельцем стал нью-йоркский галерист и коллекционер Дэвид Нэш. |
| W 1592                                        | Мост Ватерлоо, эффект тумана, фр. Waterloo Bridge, effet de broulliard. 65,7 × 100,2 см. Справа внизу подпись и дата: Claude Monet 1903. Частная коллекция.                                                                 | 7 июня 1904 года выкуплена у Моне Полем Дюран-Рюэлем и 4 февраля 1905 года продана Эми Лоуэлл, затем находилась в коллекции Уильяма Лоуэлла Патнэма. В 1927 году выставлена на продажу в галерее «Долл энд Ричардс», в 1936 году находилась в собрании Харви Холлистера Банди из Бостона. 31 октября 1978 года выставлена на торги аукционного дома «Кристис», проходившие в Нью-Йорке. 30 июня 1980 года вновь оказалась на торгах «Кристис», на этот раз в Лондоне на распродаже собрания Уллы и затем выставлялась в Международном художественном центре в Женеве. 26 марта 1985 года выставлена на торги аукционного дома «Сотбис», где была приобретена в частную коллекцию в Японию, а 11 мая 1999 года вновь торговалась у «Сотбис». 13 мая 2021 года на торгах в аукционном доме «Кристис» была продана за 48 450 000 долларов США в неназванную частную коллекцию. |
| W 1593                                        | Мост Ватерлоо, эффект солнца, фр. Waterloo Bridge, effet de soleil. 65 × 100 см. Слева внизу подпись и дата: Claude Monet 1903. Собрание фонда Эмиля Бюрле, Цюрих, Швейцария.                                               | В марте 1917 года выкуплена у Моне совместно Полем Дюран-Рюэлем и галереей «Бернхайм-Жён», с 1918 в полной собственности «Бернхайм-Жён». Находилась в коллекции Ф. Бюргерса из Маланьи, Жанто, Швейцария. 25—26 августа 1932 года выставлена в галерее Фишера в Люцерне на распродаже собрания Бюргерса, но продана не была и 3—7 сентября 1935 года вновь была выставлена в этой галерее на распродаже остатков коллекции Бюргерса. Далее выставлялась в галерее «Арктуариус» в Цюрихе и в 1942 году её приобрёл Эмиль Георг Бюрле. После смерти Бюрле его наследниками был основан фонд его имени, за счёт средств которого был открыт публичный музей, в собственность которого было передано всё собрание Бюрле. С 2021 года выставляется в Цюрихском кунстхаусе. |
| W 1594                                        | Мост Ватерлоо, фр. Waterloo Bridge. 65,7 × 100,5 см. Слева внизу подпись и дата: Claude Monet 1902. Национальный музей западного искусства, Токио, Япония. Инв. № P. 1959-0155.                                             | Куплена Мацуката Кодзиро (глава Kawasaki Dockyard Co., Ltd) у Моне в декабре 1921 года или в мае 1922 года, хранилась в его парижском доме. Конфискована французскими властями в 1944 году как собственность представителя высших кругов враждебного государства и передана на хранение в Государственный музей современного искусства в Париже. 23 января 1959 года на основании статей Сан-Францисского мирного договора 1952 года передана Францией японскому правительству и увезена в Японию, где в апреле того же года была определена в состав собраний Национального музея западного искусства в Токио. |
| W 1595                                        | Мост Ватерлоо, туман, фр. Waterloo Bridge, broulliard. 65 × 100 см. Слева внизу подпись: Claude Monet. Частная коллекция.                                                                                                   | Картина была выставлена в галерее «Бернхайм-Жён» в Париже, с 1917 года находилась в галерее «Недлер» в Нью-Йорке, где её в 1918 году приобрёл Ральф М. Коэ из Кливленда. Далее она принадлежала Е. А. Ноблу, и 2—4 мая 1973 года выставлена на распродаже собрания Терезы Лоунесс Нобл, проводимой совместно аукционными домами «Парк Бернет» и «Сотбис». Была выкуплена в неустановленную частную коллекцию. |